# Ascoli Piceno
Ascoli Piceno (acentuación: Áscoli) es una ciudad de la región de Marcas, en Italia, y capital de la provincia del mismo nombre. Su población, según el censo de 2021, es de 46.520 habitantes.

## Geografía
La ciudad está situada en la confluencia del río Tronto con el torrente Castellano, y está rodeada por tres lados por montañas. Dos parques naturales se encuentran en las cercanías de la ciudad, uno en el flanco noroeste (Parco Nazionale dei Monti Sibillini), y otro en el flanco sur (Parco Nazionale dei Monti della Laga). Ascoli está bien conectada por ferrocarril con la costa Adriática y con la ciudad de San Benedetto del Tronto, y por carretera con Roma y Porto d'Ascoli.

## Historia
Ascoli fue fundada por los picenos, varios siglos antes de la fundación de Roma, sobre la importante Vía Salaria, la cual unía el Lacio con las áreas de producción de sal en la costa Adriática. En el año 268 a. C. se convirtió en una civitas foederata, sólo nominalmente independiente de Roma. En 91 a. C. se rebeló contra Roma junto con otras ciudades de la Italia central pero en 89 a. C. fue conquistada y destruida por Pompeyo Estrabón. En cualquier caso, se convirtió en parte integrante de Roma.
Durante la Edad Media fue devastada por los ostrogodos y luego por los lombardos del duque (dux) Faroaldo I (578). Después de casi dos siglos como parte integrante del lombardo Ducado de Spoleto (593-789), Ascoli fue gobernada por los francos por medio de vicarios, aunque en última instancia los obispos de la Iglesia católica fueron progresivamente ganando influencia y poder dentro de la ciudad.
En 1189 se convirtió en una república libre, pero las luchas internas condujeron a la ciudad a la pérdida de valores cívicos y libertad, y a empresas desafortunadas contra los enemigos vecinos. Esta situación incierta abrió el camino al gobierno de caudillos extranjeros, como los de Galeotto Malatesta (siglo XIV), al principio llamado a la ciudad como condotiero en la guerra contra Fermo, y de Francisco Sforza.
Este último fue expulsado en 1482, pero Ascoli quedó bajo la soberanía papal. Ascoli seguido entonces casi dos siglos de estancamiento cultural, económico, convirtiéndose en un pequeño centro agrícola hasta las guerras napoleónicas. En 1860 fue anexionado, junto con Marcas y Umbría en el Reino de Italia.

## Monumentos principales
El casco histórico de la ciudad está construido con un tipo de mármol llamado travertino, de tonos grises y extraído de las montañas circundantes. Su plaza central de estilo renacentista, la Piazza del Popolo, es considerada una de las más hermosas de Italia. Según las tradiciones, en Ascoli Piceno se alzaban más de doscientas torres en la Edad Media; hoy aproximadamente cincuenta de ellas todavía se mantienen en pie.

### Iglesias y conventos

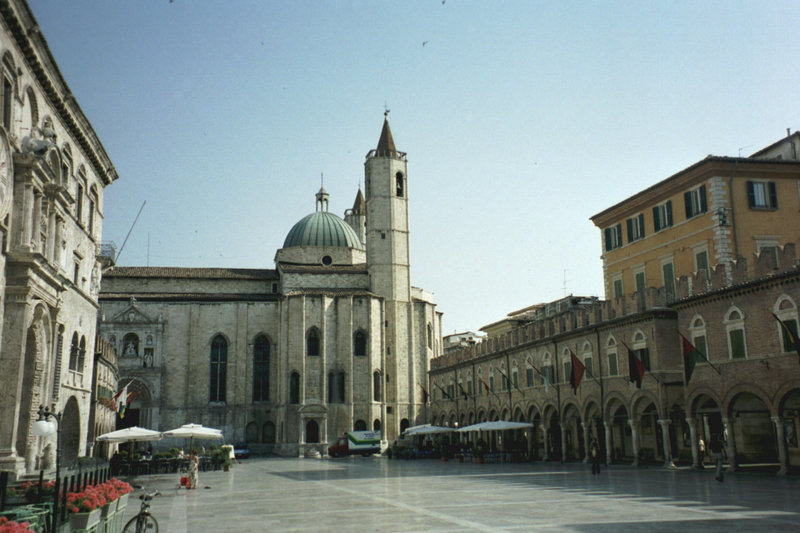
Ascoli Piceno, Piazza del Popolo.

- La Catedral de San Emidio, alberga un altar de Carlo Crivelli, que vivió y trabajó en la ciudad y alrededores durante muchos años.
- La iglesia de San Francisco,  de estilo gótico, comenzada en 1258 y completada en 1549. En la entrada lateral se encuentra un monumento al papa Julio II, mientras que la entrada central es uno de los ejemplos más finos de la decoración local travertina. Anexo a la iglesia se encuentra un edificio del siglo XVI, la Loggia dei Mercanti, de estilo Bramantesco.
- La iglesia románica de San Vitorio (conocida desde 996) con una fachada principal y un pequeño campanario.
- La iglesia de San Augustín (siglo XIV). Construida con una sola nave, fue ampliada con dos alas al final del siglo XV. La fachada rectangular tiene un pórtico de 1547 similar al de San Emidio. Destacan también las casas conventuales, la biblioteca, la galería de arte contemporáneo y un auditorio.
- El convento de Santo Domingo, ahora una escuela, tiene un claustro renacentista con frescos del siglo XVII.
- La iglesia de San Pedro Mártir (siglo XIII), con un pórtico lateral de Cola d'Amatrice. El interior contiene el precioso relicario de la Espina Sagrada, un regalo de Felipe IV de Francia.
- La iglesia de Santo Tomás (1069), albergando numerosos trabajos artísticos y construido con partes del vecino anfiteatro romano.
- El convento franciscano, del que son dignos de mención los claustros que han perdurado hasta hoy. Fue un prestigioso centro de cultura, entre cuyos estudiantes destaca el papa Sixto V.
- El Palazzo dei Capitani del Popolo (Palacio de los Capitanes del Pueblo). Construido en el siglo XII conectando tres edificios preexistentes, fue la sede del podestà, el capitán de la gente y después, del gobernador. En el siglo XV el lado sur fue ampliado y en 1520, una fachada manierista se añadió en la parte trasera. En 1535 pasó por una renovación general y en 1549 se añadió un nuevo pórtico con un monumento del papa Pablo III.

### Otros edificios
- Puente romano
- Palacio Lombardo y Torre Ercolani (siglos XI-XII)
- Fortezza Pia, una fortaleza que preside la ciudad, reconstruida en 1560 por el papa Pío IV (del que toma el nombre).
- Fortaleza Malatesta, emplazada en un lugar probablemente ocupado anteriormente por unos baños romanos. Fue reconstruido por Galeotto Malatesta, señor de Rímini, durante la guerra contra Fermo. La construcción, usada como una cárcel hasta 1978, fue ampliada por Antonio Sangallo el Joven en 1543.

En Castel Trosino, no lejos de la ciudad, en 1893 se halló un raro ejemplo de una necrópolis lombarda del siglo VI.

## Economía
La industrialización reciente ha llevado a varias empresas italianas y multinacionales (YKK, Manuli, Pfizer, el Mazacote) a instalarse en Ascoli, pero la mayor parte de la economía se basa en pequeñas y medianas empresas cualificadas y en el sector servicios. La agricultura es todavía un factor de importancia (trigo, aceitunas, frutas).

## Cultura
La festividad principal es el primer domingo de agosto. En honor a San Emidio, patrón de la ciudad, se celebra un desfile histórico con más de 1500 personas vestidas con trajes del Renacimiento. El desfile es seguido de un torneo, llamado Quintana, en cual seis caballeros, cada uno compitiendo por una de las seis vecindades de la ciudad, galopan uno tras otro tratando de golpear la efigie de un guerrero árabe. La fuerza y la habilidad son necesarias para el caballero para ganar el palio, es decir, el premio principal.

## Deportes
La ciudad cuenta también con un club de fútbol, el Ascoli Calcio 1898, actualmente juega en la Serie B (segunda división del fútbol italiano). Su estadio es el Cino e Lillo Del Duca que posee un aforo superior a los 20.000 espectadores.

## Fracciones
Ascoli Piceno se divide en las siguientes fracciones:
Bivio Giustimana, Campolungo-villa sant'Antonio, Caprignano, Carpineto, Casa circondariale, Casalena, Casamurana, Case di Cioccio, Casette, Castel di Lama stazione, Castel Trosino, Cervara, Colle, Colle san Marco, Colloto, Colonna, Colonnata, Faiano, Funti, Giustimana, Il Palazzo, Lago, Lisciano, Lisciano di Colloto, Montadamo, Morignano, Mozzano, Oleificio Panichi, Palombare, Pedana, Piagge, Pianaccerro, Poggio di Bretta, Polesio, Ponte Pedana, Porchiano, Rosara, San Pietro, Santa Maria a Corte, Talvacchia, Taverna di mezzo, Trivigliano-villa Pagani, Tronzano, Valle Fiorana, Valle Senzana, Valli, Vena piccola, Venagrande, Villa S. Antonio.

## Evolución demográfica
| Gráfica de evolución demográfica de Ascoli Piceno entre 1861 y 2001 |
|                                                                     |
| Fuente ISTAT - elaboración gráfica de Wikipedia                     |

## Ciudades hermanadas
- Tréveris (Alemania), desde 1958
- Massy (Francia), desde 1997